# Johan Hendrik Kaemmerer
Johan Hendrik Kaemmerer (Den Haag, 15 december 1894 - Tegelen, 4 februari 1979) was een Nederlands kunstschilder. De schilderijen van Kaemmerer zijn voornamelijk interieurs, landschappen en stillevens in de stijl van de Haagse school. Typerend aan de schilderstijl van Kaemerer is de balans tussen hooglichten, diepe schaduwen en het kleurgebruik. 

## Levensloop

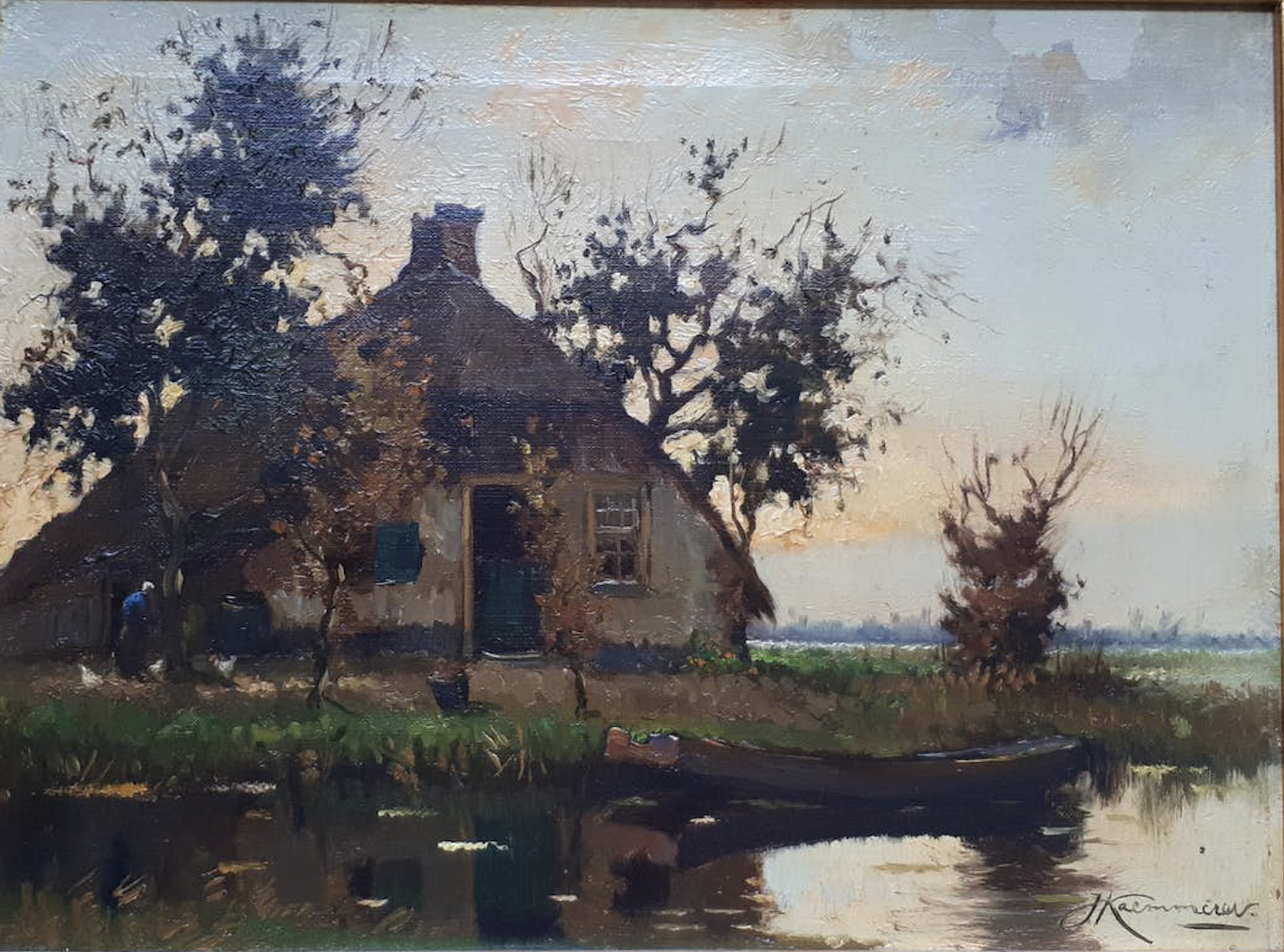
'Boerderij aan het water' - Johan Hendrik Kraemmerer

Kaemmerer is geboren in Den Haag en heeft het grootste deel van zijn leven daar doorgebracht. Hij was de zoon van huisschilder Johan Hendrik Kaemmerer senior en Antonia Eckhardt.
Hij volgde zijn opleiding aan de Akademie van beeldende kunsten in Den Haag. Hij leerde het vak door goed te kijken naar schilders als Isaac Israëls, Anton Mauve en Willem Maris. 
Hij was lid van de Haagse schetsclub, was bestuurslid van de 'Pictura Hagensis' en erelid van 'Patria' in Boedapest. 
Kaemmerer overleed op 4 februari 1979 in Tegelen.

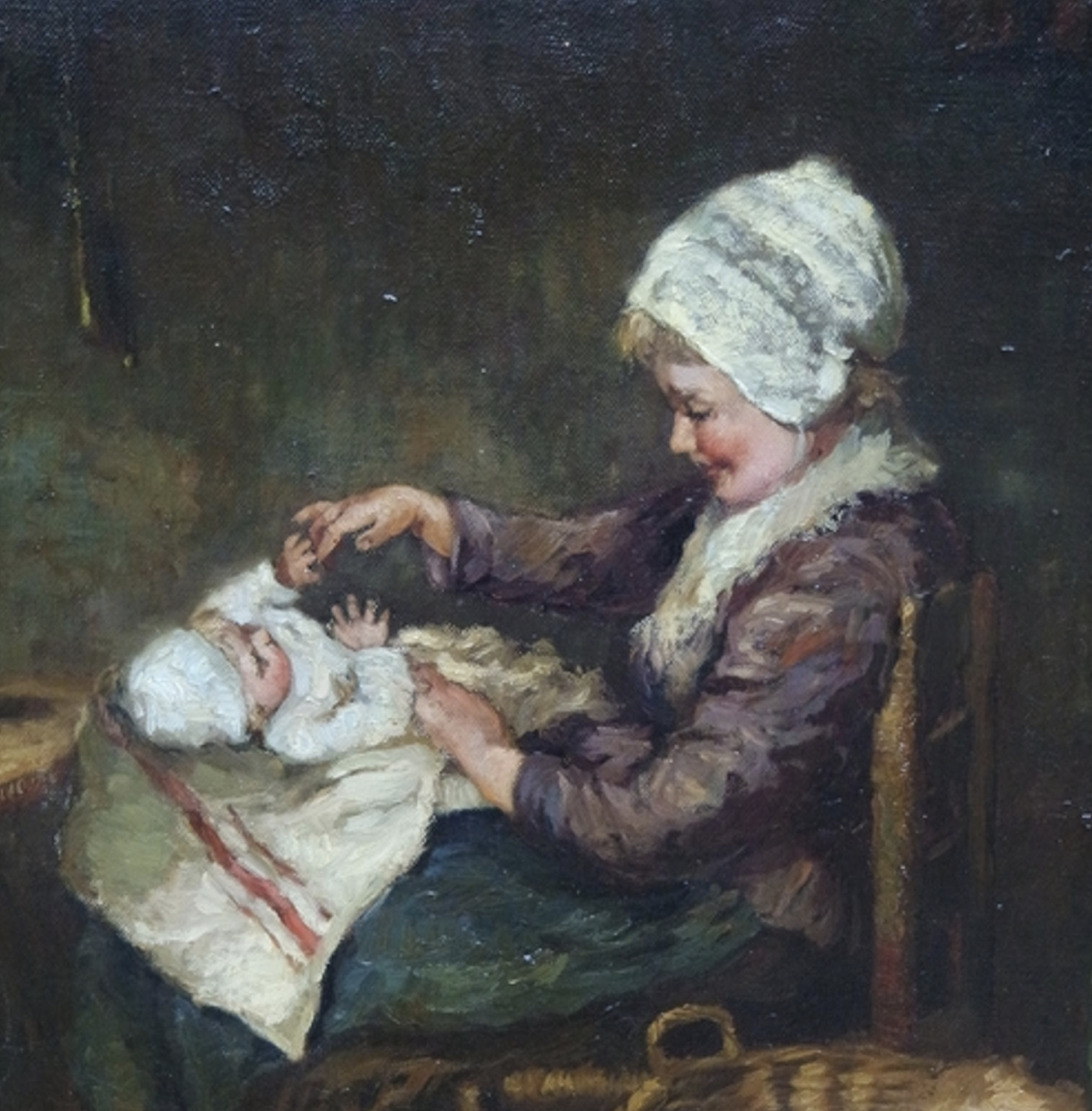
'Moeder met kind op schoot'. Een bekend werk van Johan Hendrik Kaemmerer. De compositie weergeeft een jonge moeder dat met haar kind speelt. Het geliefde eind 18e-eeuwse tafereel is geschilderd met olieverf op doek.

- Biografisch Portaal: 70785468
- RKD-Nederlands Instituut voor Kunstgeschiedenis: 43228